# Croácia nos Jogos Olímpicos de Inverno de 2006
A Croácia mandou 24 competidores para os Jogos Olímpicos de Inverno de 2006, em Turim, na Itália, sendo assim a maior delegação da história em Jogos Olímpicos de Inverno. A delegação conquistou 3 medalhas no total, sendo uma de ouro e duas de prata, todas no esqui alpino.
A esquiadora Janica Kostelić conquistou duas medalhas, uma de ouro e uma de prata, no combinado feminino e no Super-G feminino respectivamente, e a outra medalha de prata foi conquistada por Ivica Kostelić no combinado masculino.

## Medalhas
| Atleta          | Esporte      | Evento              | Medalha |
| --------------- | ------------ | ------------------- | ------- |
| Janica Kostelić | Esqui alpino | Combinado feminino  | Ouro    |
| Ivica Kostelić  | Esqui alpino | Combinado masculino | Prata   |
| Janica Kostelić | Esqui alpino | Super-G feminino    | Prata   |

## Desempenho

### Biatlo
| Atleta          | Evento              | Final     | Final | Final |
| Atleta          | Evento              | Tempo     | Pen.  | Pos.  |
| --------------- | ------------------- | --------- | ----- | ----- |
| Petra Starcevic | Velocidade feminino | 28:11.9   | 2     | 79    |
| Petra Starcevic | Individual feminino | 1:06:49.6 | 8     | 79    |

### Bobsleigh
| Atleta                                                   | Evento             | Final      | Final      | Final      | Final       | Final       | Final |
| Atleta                                                   | Evento             | 1ª corrida | 2ª corrida | 3ª corrida | 4ª corrida  | Total       | Pos.  |
| -------------------------------------------------------- | ------------------ | ---------- | ---------- | ---------- | ----------- | ----------- | ----- |
| Ivan Sola Slaven Krajacic Alek Osmanovic Jurica Grabusic | Equipes masculinas | 56.67      | 56.57      | 56.51      | Não avançou | Não avançou | 23    |

### Esqui alpino
| Atletas          | Evento                   | Final      | Final      | Final      | Final   | Final            |
| Atletas          | Evento                   | 1ª Corrida | 2ª Corrida | 3ª Corrida | Total   | Pos.             |
| ---------------- | ------------------------ | ---------- | ---------- | ---------- | ------- | ---------------- |
| Matea Ferk       | Slalom gigante feminino  | DNF        | DNF        | DNF        | DNF     | DNF              |
| Matea Ferk       | Slalom feminino          | 1:06.67    | DNF        | DNF        | DNF     | DNF              |
| Nika Fleiss      | Super-G feminino         |            |            |            | 1:36.65 | 40               |
| Nika Fleiss      | Slalom gigante feminino  | 1:03.27    | 1:10.16    |            | 2:13.43 | 19               |
| Nika Fleiss      | Slalom feminino          | 44.31      | 48.30      |            | 1:32.61 | 23               |
| Nika Fleiss      | Combinado feminino       | 40.29      | 45.20      | DNS        | DNS     | DNS              |
| Ana Jelušić      | Slalom gigante feminino  | 1:05.19    | DNF        | DNF        | DNF     | DNF              |
| Ana Jelušić      | Slalom feminino          | 43.42      | 48.36      |            | 1:31.78 | 15               |
| Ivica Kostelić   | Super-G masculino        |            |            |            | 1:33.53 | 31               |
| Ivica Kostelić   | Slalom masculino         | 54.43      | 50.02      |            | 1:44.45 | 6                |
| Ivica Kostelić   | Combinado masculino      | 1:40.44    | 44.61      | 44.83      | 3:09.88 | Medalha de prata |
| Janica Kostelić  | Downhill feminino        | DNS        | DNS        | DNS        | DNS     | DNS              |
| Janica Kostelić  | Super-G feminino         |            |            |            | 1:32.74 | Medalha de prata |
| Janica Kostelić  | Slalom gigante feminino  | DNS        | DNS        | DNS        | DNS     | DNS              |
| Janica Kostelić  | Slalom feminino          | 43.07      | 46.87      |            | 1:29.94 | 4                |
| Janica Kostelić  | Combinado feminino       | 38.65      | 43.03      | 1:29.40    | 2:51.08 | Medalha de ouro  |
| Danko Marinelli  | Slalom masculino         | DNF        | DNF        | DNF        | DNF     | DNF              |
| Ivan Olivari     | Super-G masculino        |            |            |            | 1:37.43 | 49               |
| Ivan Ratkic      | Super-G masculino        |            |            |            | 1:34.77 | 36               |
| Ivan Ratkic      | Slalom gigante masculino | DNF        | DNF        | DNF        | DNF     | DNF              |
| Ivan Ratkic      | Combinado masculino      | 1:44.71    | 48.48      | DNF        | DNF     | DNF              |
| Dalibor Samsal   | Slalom masculino         | DNF        | DNF        | DNF        | DNF     | DNF              |
| Tin Siroki       | Combinado masculino      | 1:44.75    | 47.40      | 48.01      | 3:20.16 | 26               |
| Natko Zrnčić-Dim | Super-G masculino        |            |            |            | 1:34.49 | 35               |
| Natko Zrnčić-Dim | Slalom gigante masculino | 1:22.57    | 1:23.02    |            | 2:45.59 | 25               |
| Natko Zrnčić-Dim | Slalom masculino         | 57.69      | 1:01.34    |            | 1:59.03 | 33               |
| Natko Zrnčić-Dim | Combinado masculino      | 1:41.23    | 56.55      | 46.37      | 3:24.15 | 33               |

### Esqui cross-country
| Atleta                        | Evento                           | Preliminares | Preliminares | Quartas     | Quartas     | Semifinal   | Semifinal   | Final       | Final |
| Atleta                        | Evento                           | Total        | Pos.         | Total       | Pos.        | Total       | Pos.        | Total       | Pos.  |
| ----------------------------- | -------------------------------- | ------------ | ------------ | ----------- | ----------- | ----------- | ----------- | ----------- | ----- |
| Alen Abramovic                | Clássico masculino               |              |              |             |             |             |             | 46:52.1     | 81    |
| Alen Abramovic                | Velocidade individual masculino  | 2:34.61      | 75           | Não avançou | Não avançou | Não avançou | Não avançou | Não avançou | 75    |
| Damir Jurcevic                | Clássico masculino               |              |              |             |             |             |             | 44:20.8     | 70    |
| Damir Jurcevic                | Velocidade individual masculino  | 2:28.21      | 60           | Não avançou | Não avançou | Não avançou | Não avançou | Não avançou | 60    |
| Maja Kezele                   | Clássico feminino                |              |              |             |             |             |             | 35:04.2     | 66    |
| Maja Kezele                   | Perseguição combinada feminina   |              |              |             |             |             |             | 51:36.3     | 64    |
| Maja Kezele                   | Velocidade individual feminino   | 2:27.16      | 58           | Não avançou | Não avançou | Não avançou | Não avançou | Não avançou | 58    |
| Denis Klobucar                | Clássico masculino               |              |              |             |             |             |             | 43:55.4     | 66    |
| Denis Klobucar                | Perseguição combinada masculina  |              |              |             |             |             |             | 1:27:16.4   | 64    |
| Denis Klobucar                | Velocidade individual masculino  | 2:33.10      | 73           | Não avançou | Não avançou | Não avançou | Não avançou | Não avançou | 73    |
| Damir Jurcevic Denis Klobucar | Velocidade por equipes masculino |              |              |             |             | 2:33.10     | 11          | Não avançou | 20    |

### Patinação artística
| Atleta      | Evento              | Programa curto | Programa curto | Programa longo | Programa longo | Total  | Total |
| Atleta      | Evento              | Pontos         | Pos.           | Pontos         | Pos.           | Pontos | Pos.  |
| ----------- | ------------------- | -------------- | -------------- | -------------- | -------------- | ------ | ----- |
| Idora Hegel | Individual feminino | 47.06          | 17             | 80.01          | 19             | 127.07 | 19    |

### Skeleton
| Atleta       | Evento    | Final      | Final      | Final   | Final |
| Atleta       | Evento    | 1ª corrida | 2ª corrida | Total   | Pos.  |
| ------------ | --------- | ---------- | ---------- | ------- | ----- |
| Nikola Nimac | Masculino | 1:01.86    | 1:02.44    | 2.04.30 | 26    |

Legenda
| Recorde mundial      | Recorde mundial (World record)               |                       | Recorde africano                      | Recorde africano (African) |                                           | Q | Classificado por posição (Qualified) |
| Recorde olímpico     | Recorde olímpico (Olympic record)            | Recorde da América    | Recorde da América (Americas)         | q                          | Classificado por melhor tempo (Qualified) |   |                                      |
| Melhor marca do ano  | Melhor marca do ano (World leading)          | Recorde asiático      | Recorde asiático (Asian)              | DNS                        | Não largou (Did not start)                |   |                                      |
| Recorde nacional     | Recorde nacional (National record)           | Recorde europeu       | Recorde europeu (European)            | DNF                        | Não terminou (Did not finish)             |   |                                      |
| Recorde pessoal      | Recorde pessoal do atleta (Personal best)    | Recorde da Oceania    | Recorde da Oceania (Oceania)          | DSQ / DQ                   | Desclassificado (Disqualified)            |   |                                      |
| Recorde da temporada | Recorde da temporada do atleta (Season best) | Recorde sul-americano | Recorde sul-americano (South America) | NM                         | Sem marca (No mark)                       |   |                                      |